# Củi

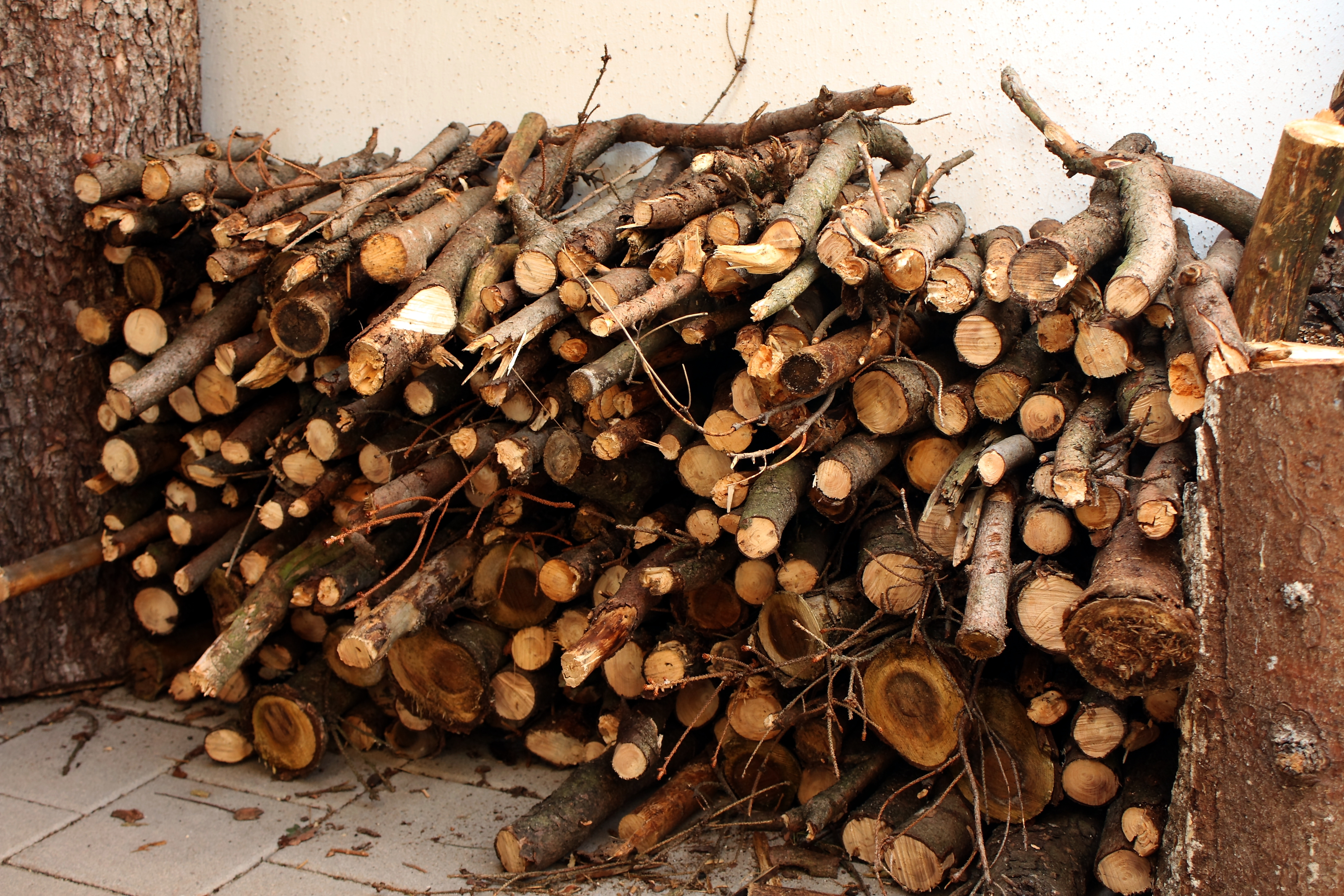
Đống củi bên cạnh một tòa nhà

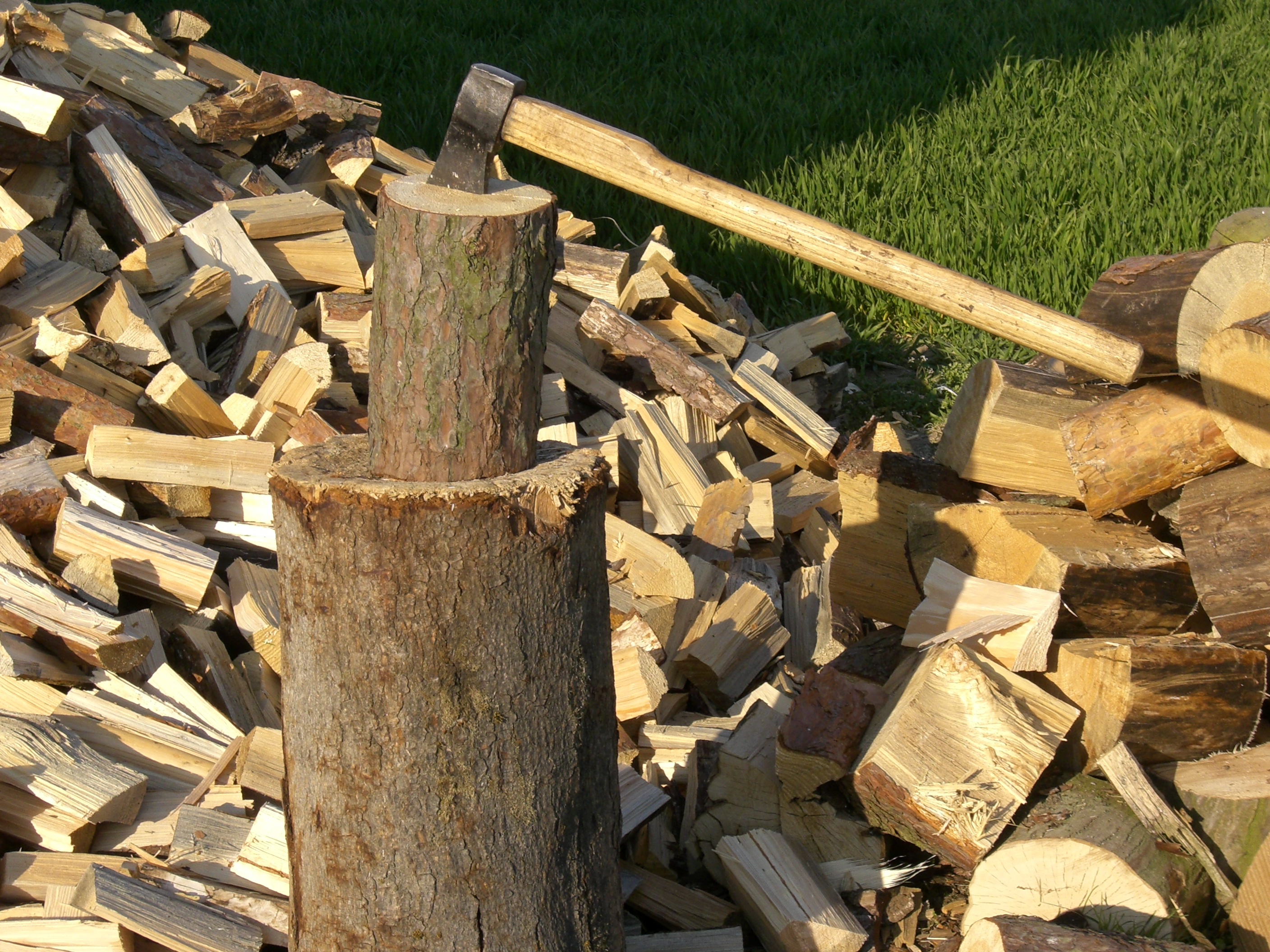
Củi chẻ và rìu để tách củi, Cộng hòa Séc

Củi là bất kỳ vật liệu bằng gỗ được thu thập và sử dụng làm nhiên liệu. Nói chung, củi không được xử lý cao và ở dạng nhật ký hoặc nhánh có thể nhận biết được, so với các dạng nhiên liệu gỗ khác như viên hoặc dăm. Củi có thể ở trạng thái khô hoặc tươi / ướt. Nó thường được phân loại là gỗ cứng hoặc gỗ mềm.
Củi là một nguồn tài nguyên tái tạo. Tuy nhiên, nhu cầu đối với nhiên liệu này có thể vượt quá khả năng tái sinh ở cấp địa phương hoặc khu vực. Thực hành lâm nghiệp tốt và cải tiến trong các thiết bị sử dụng củi có thể cải thiện nguồn cung cấp gỗ địa phương.

## Khai thác

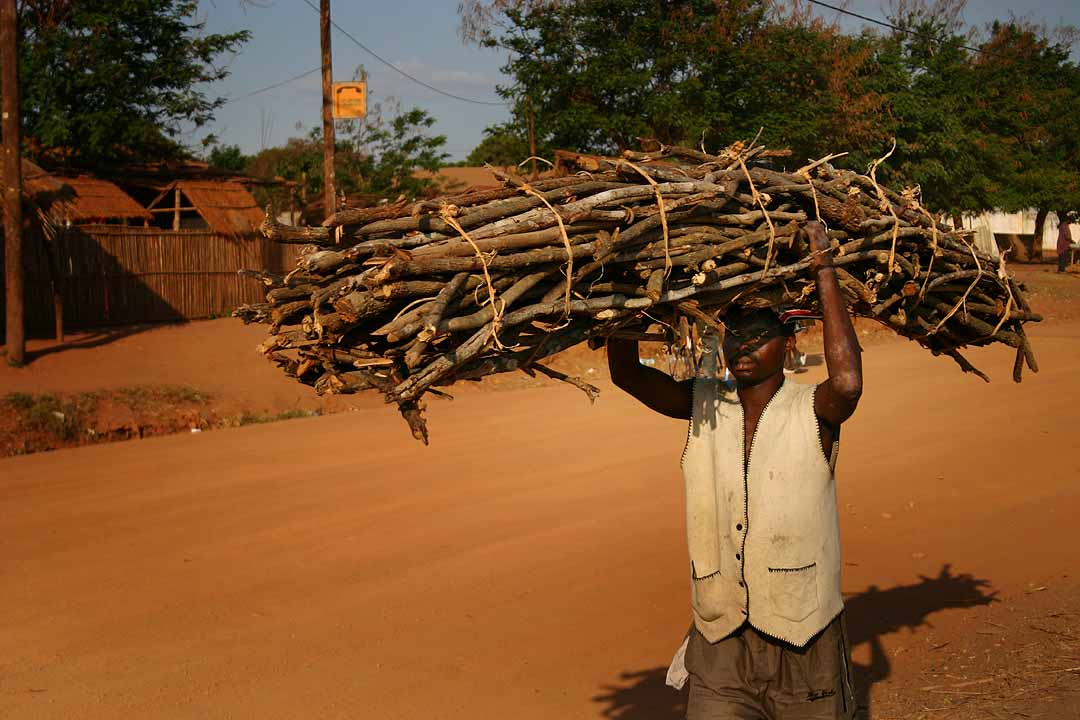
Người kiếm củi ở Mozambique

Thu hoạch hoặc kiếm củi thay đổi theo vùng và văn hóa. Một số nơi có khu vực cụ thể để kiếm củi. Những nơi khác có thể tích hợp việc kiếm củi vào trong một chu trình chuẩn bị cho một lô đất để trồng thức ăn như một phần của quy trình luân canh đồng ruộng. Việc kiếm củi có thể là do một nhóm, gia đình hoặc một hoạt động cá nhân. Các công cụ và phương pháp để khai thác củi rất đa dạng.

### Úc
Củi ở Úc thường được khai thác từ cây bạch đàn hoặc cây thông (cả hai đều được trồng với số lượng lớn). Cành chết vẫn còn trên mặt đất thường xuyên thu hút mối, do đó để giảm thối rữa và dẫn đến phân hủy.

### Bắc Mỹ
Một số củi được khai thác trong " rừng củi " được quản lý cho mục đích đó, nhưng ở những khu vực nhiều cây cối, nó thường được khai thác như một sản phẩm phụ của rừng tự nhiên. Cây chết chưa bắt đầu thối rữa được ưa chuộng, vì nó đã được khô một phần. Gỗ chết đứng được coi là tốt hơn, vì nó có ít chất hữu cơ ẩm hơn trên thân cây, cho phép các công cụ giữ được sắc nét lâu hơn, cũng như vừa dày dạn vừa ít mục nát. Thu hoạch dạng gỗ này làm giảm tốc độ và cường độ của các vụ cháy rừng, nhưng nó cũng làm giảm môi trường sống của các loài động vật làm tổ như rắn và một số loài gặm nhấm.
Khai thác gỗ để làm củi thường được thực hiện bằng tay với cưa máy. Do đó, các mảnh dài hơn - đòi hỏi ít lao động thủ công và ít nhiên liệu cưa hơn - ít tốn kém hơn và chỉ bị giới hạn bởi kích thước của hộp lửa. Ở hầu hết Hoa Kỳ, thước đo tiêu chuẩn của củi là một sợi dây hoặc 128 foot khối (3,6 m3), tuy nhiên, củi cũng có thể được bán theo trọng lượng. Giá trị BTU có thể ảnh hưởng đến giá cả. Giá cả cũng thay đổi đáng kể với khoảng cách từ lô gỗ và chất lượng gỗ.
Việc mua và đốt củi mà vừa bị khai thác hoặc ở khoảng cách gần khi chuyên chở củi sẽ ngăn chặn sự lây lan vô tình của côn trùng và bệnh tật xâm lấn trên cây.

## Xử lý
Ở hầu hết các nơi trên thế giới, củi chỉ được xử lý để vận chuyển tại thời điểm nó được khai thác. Sau đó, nó được di chuyển đến gần nơi nó sẽ được sử dụng làm nhiên liệu và được xử lý ở đó. Quá trình làm than từ củi có thể diễn ra tại nơi củi được khai thác.
Hầu hết củi cũng yêu cầu tách nhỏ, điều này cũng cho phép làm khô nhanh hơn bằng cách để lộ diện tích bề mặt nhiều hơn. Ngày nay hầu hết việc chia tách củi được thực hiện với một máy tách thủy lực, nhưng nó cũng có thể được phân tách bằng một maul tách. Bất thường hơn, và nguy hiểm, là một thiết kế vít kiểu hình nón, mà sẽ được khoan vào gỗ, tách nó ra, và có thể được cung cấp lực tách bằng một động cơ khởi động, một động cơ đốt trong chuyên dụng, hoặc một động cơ điện thô, vốn an toàn hơn các nguồn năng lượng khác vì nguồn điện có thể được tắt dễ dàng hơn nếu cần thiết. Một phương pháp khác là sử dụng máy cắt gỗ động học, sử dụng hệ thống giá đỡ và bánh răng được cung cấp bởi một động cơ nhỏ và một bánh đà lớn được sử dụng để lưu trữ năng lượng.

## Lưu trữ

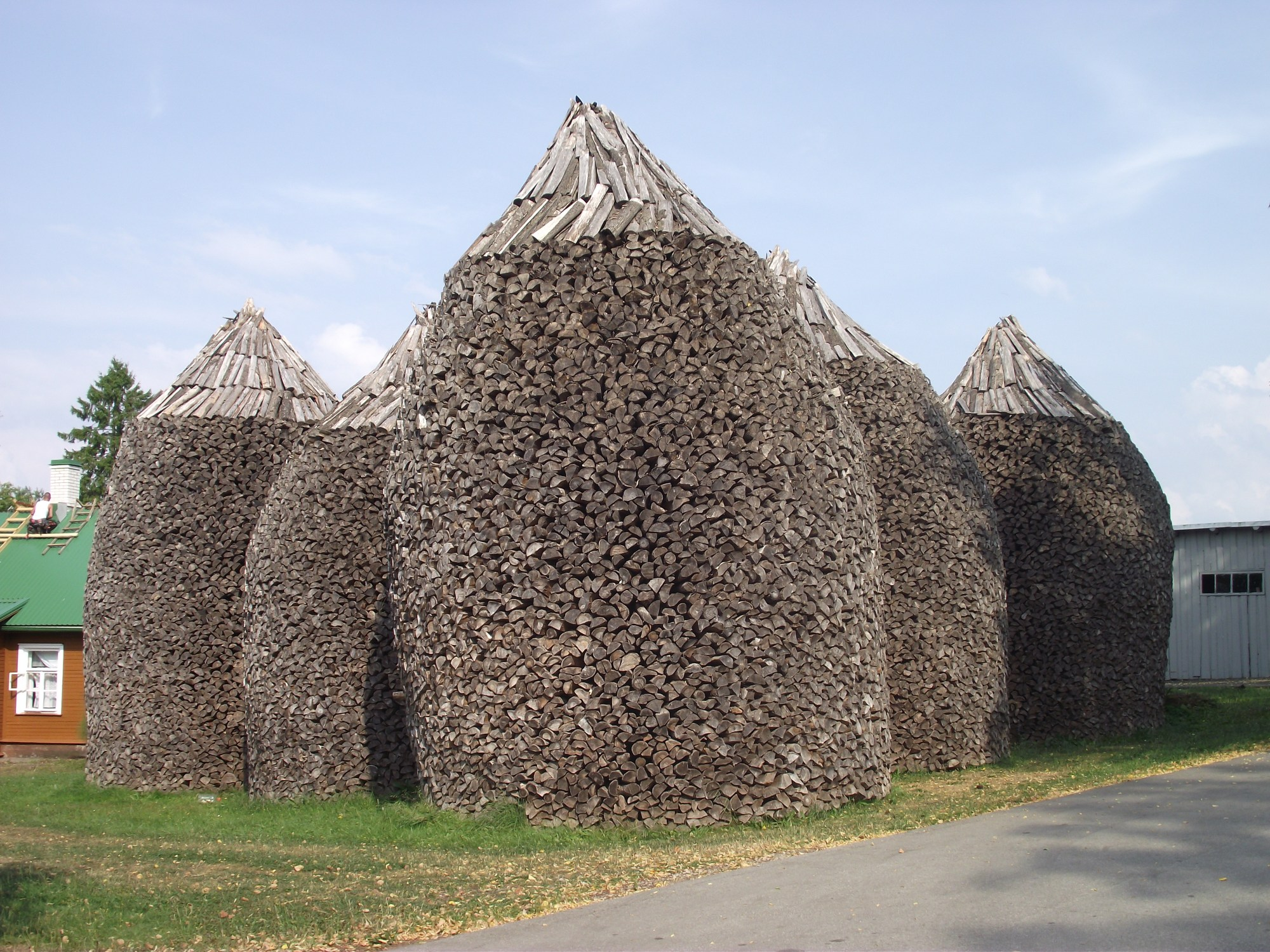
Những đống củi tại Tu viện Pühtitsa ở Estonia cao khoảng 6 mét.

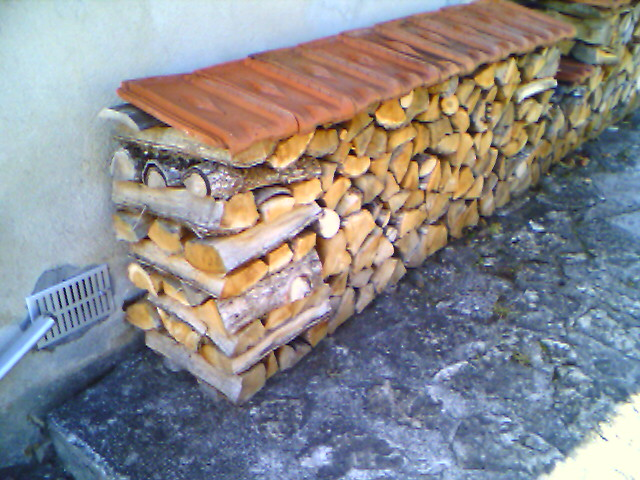
Xếp chồng lên nhau với các tấm lợp trên cùng, ở miền đông nước Pháp, được bao phủ bằng gạch đất nung.

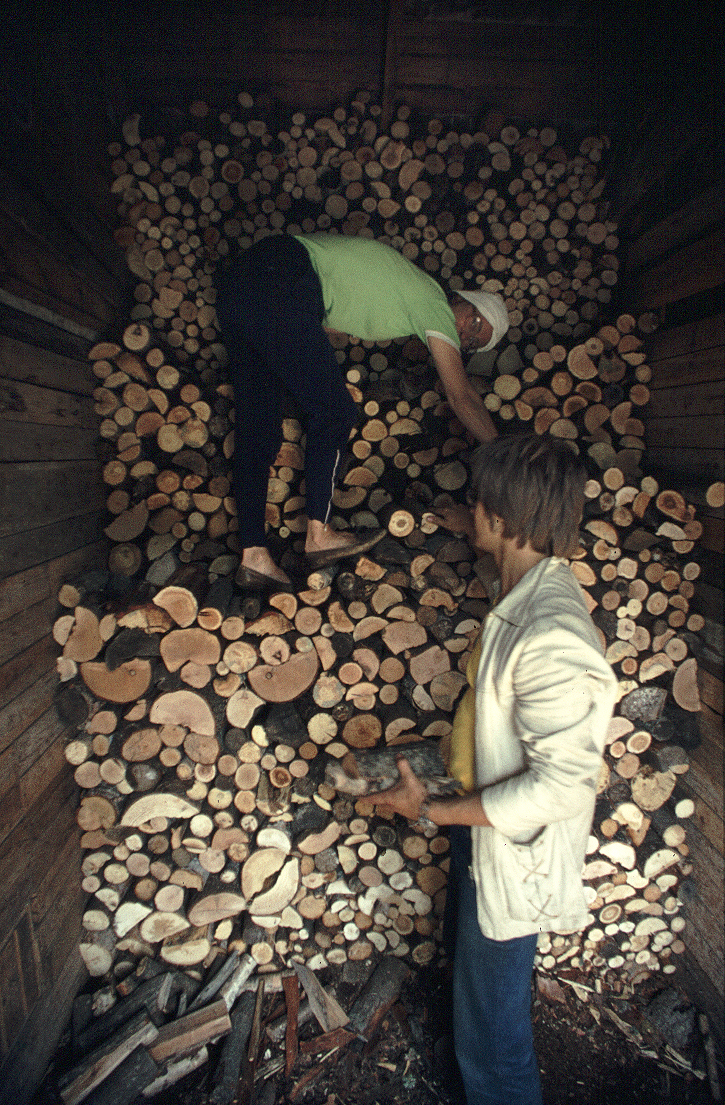
Xếp củi trong nhà kho

Có nhiều cách để lưu trữ củi. Chúng bao gồm từ các cọc đơn giản đến các ngăn đứng tự do, đến các cấu trúc chuyên dụng. Thông thường mục tiêu của việc lưu trữ củi là tránh xa nước và tiếp tục quá trình sấy khô.
Kho: xếp lớp đơn giản nhất là nơi các thanh củi được đặt cạnh và trên cùng của nhau, tạo thành một dãy theo chiều rộng của các thanh củi. Chiều cao của lớp có thể thay đổi, thường phụ thuộc vào cách kết thúc được xây dựng. Không có kết thúc, chiều dài của thanh củi và chiều dài của lớp giúp xác định chiều cao của một dãy củi đứng tự do.
Có tranh luận về việc gỗ sẽ khô nhanh hơn khi được phủ bạt hay không. Có một sự đánh đổi giữa bề mặt gỗ bị ướt so với cho phép càng nhiều gió và mặt trời càng tốt để truy cập vào kho củi. Một tấm phủ có thể là hầu hết mọi vật liệu làm đổ nước - một miếng gỗ dán lớn, kim loại tấm, gạch đất nung hoặc vải canvas có dầu, thậm chí tấm nhựa rẻ tiền cũng có thể được sử dụng. Gỗ sẽ không khô khi bị lấp kín hoàn toàn. Tốt nhất nên sử dụng pallet hoặc gỗ phế liệu để nâng gỗ lên khỏi mặt đất, giảm thối rữa và tăng lưu lượng không khí.